# L'uomo dalla croce
L'uomo dalla croce és una pel·lícula bèl·lica italiana del 1943 dirigida per Roberto Rossellini i protagonitzada per Alberto Tavazzi, Roswita Schmidt i Attilio Dottesio. Va ser la part final de la "trilogia feixista" de Rossellini després de La nave bianca (1941) i Un pilota ritorna (1942). Està vagament inspirada en Reginaldo Giuliani, un capellà militar italià que havia estat assassinat en servei actiu.

## Producció
La pel·lícula es va fer a Cinecittà amb localitzacions al camp al voltant de Ladispoli substituint el Front Oriental. Encara que la pel·lícula incorpora elements del neorealisme com l'ús d'actors amateur en algunes parts, estilísticament s'acosta més a una pel·lícula de guerra més convencional. Rossellini va fer el paper principal al seu amic, el director d'art Alberto Tavazzi, mentre que la seva xicota Roswita Schmidt va interpretar la protagonista femenina.

## Argument
Ucraïna, Front rus, estiu de 1942: unitat de tancs de les C.S.I.R., tornant d'una acció de guerra, rep l'ordre de traslladar el seu camp base a un altre lloc per afavorir una maniobra de guerra. Els homes i els vehicles es mouen segons el pla establert, excepte el capellà militar del departament, que queda per atendre un camió cisterna ferit que no pot ser transportat. Capturat pels russos, aconsegueix fugir i troba refugi juntament amb el ferit en una masia, on té l'oportunitat de fer el seu apostolat entre dones i nens que s'hi han refugiat.

## Repartiment
- Alberto Tavazzi com el capellà militar
- Roswita Schmidt com Irina, la miliciana
- Attilio Dottesio com El petrolier ferit
- Doris Hild com una camperola russa
- Zoia Weneda com una altra noia camperola russa
- Antonio Marietti com a Serghej, comissari del poble
- Piero Pastore com a Beyrov
- Aldo Capacci com a El soldat estudiant
- Franco Castellani com a soldat rus ferit
- Gualtiero Isnenghi com El ferit antibolxevic
- Antonio Suriano com El soldat napolità
- Marcello Tanzi com a Diego

## Escenes de la pel·lícula

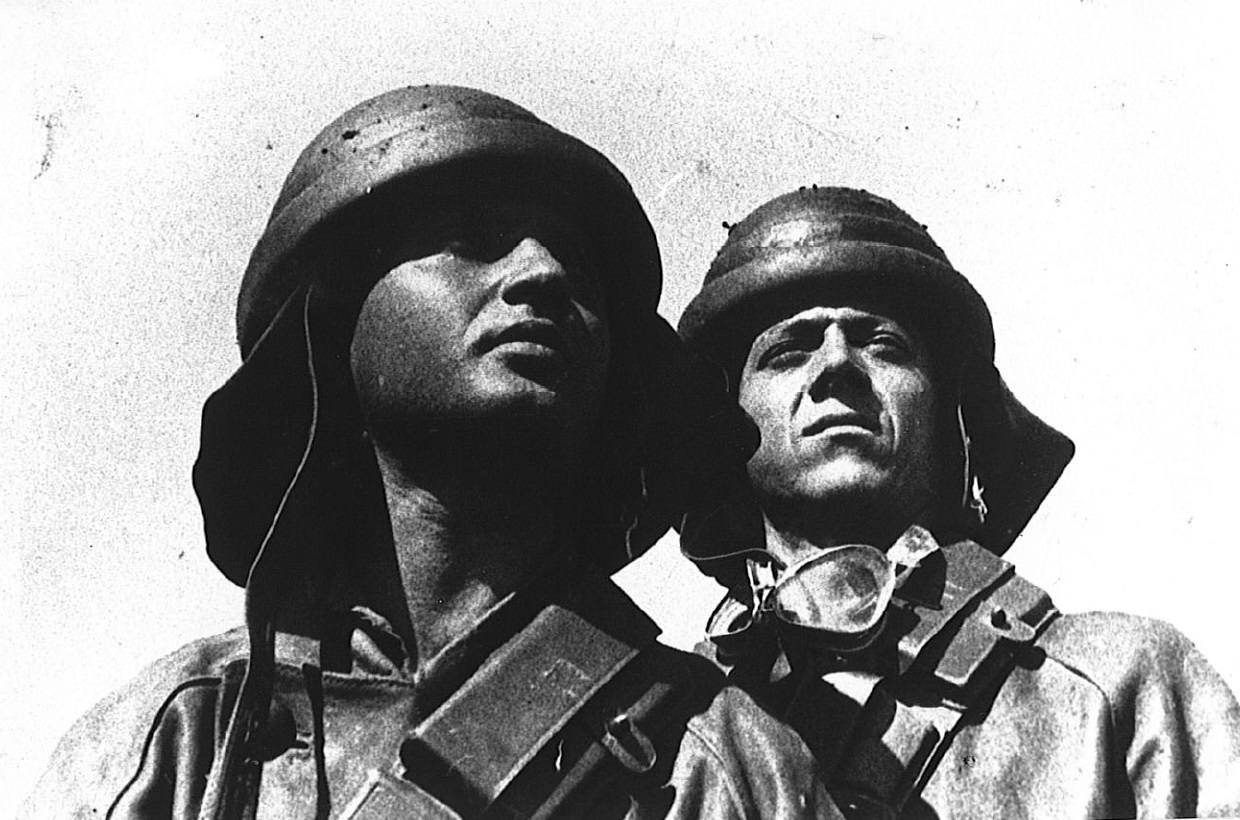
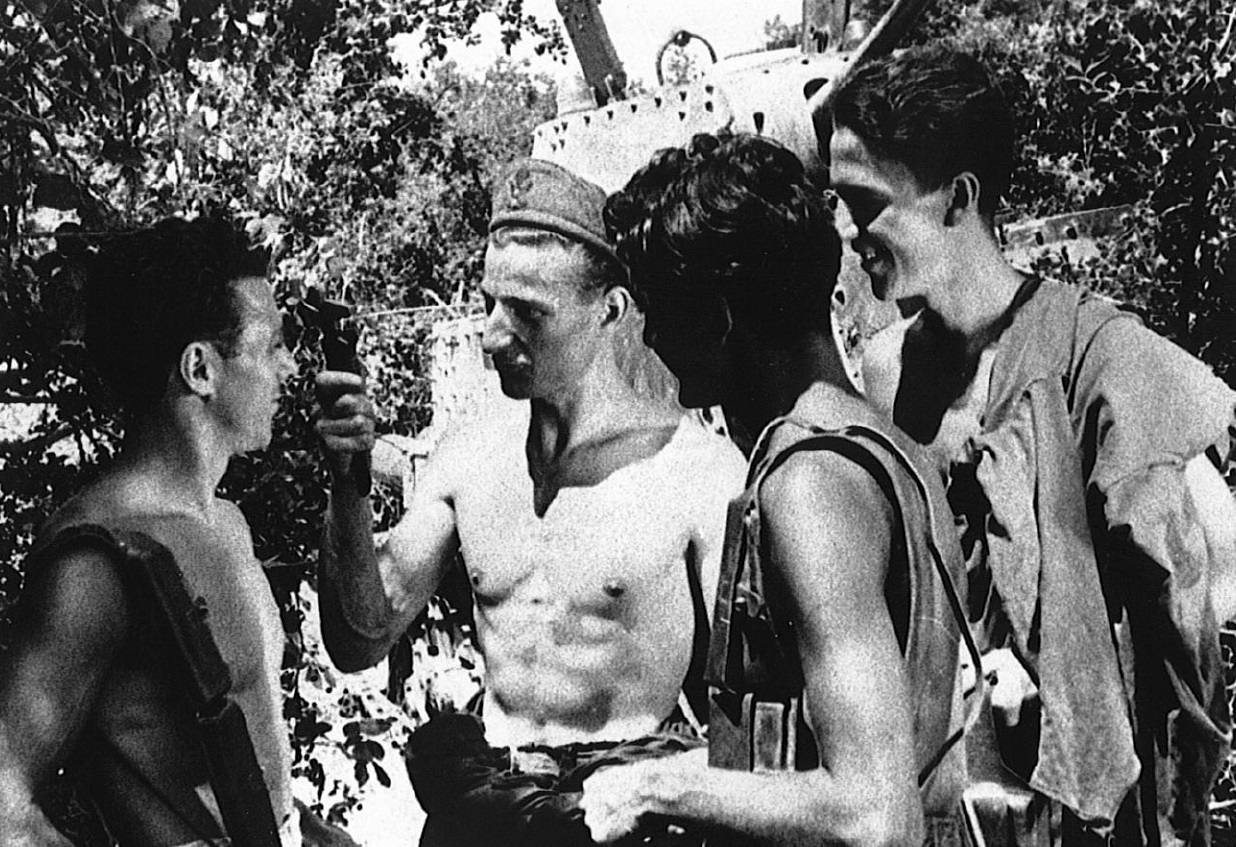
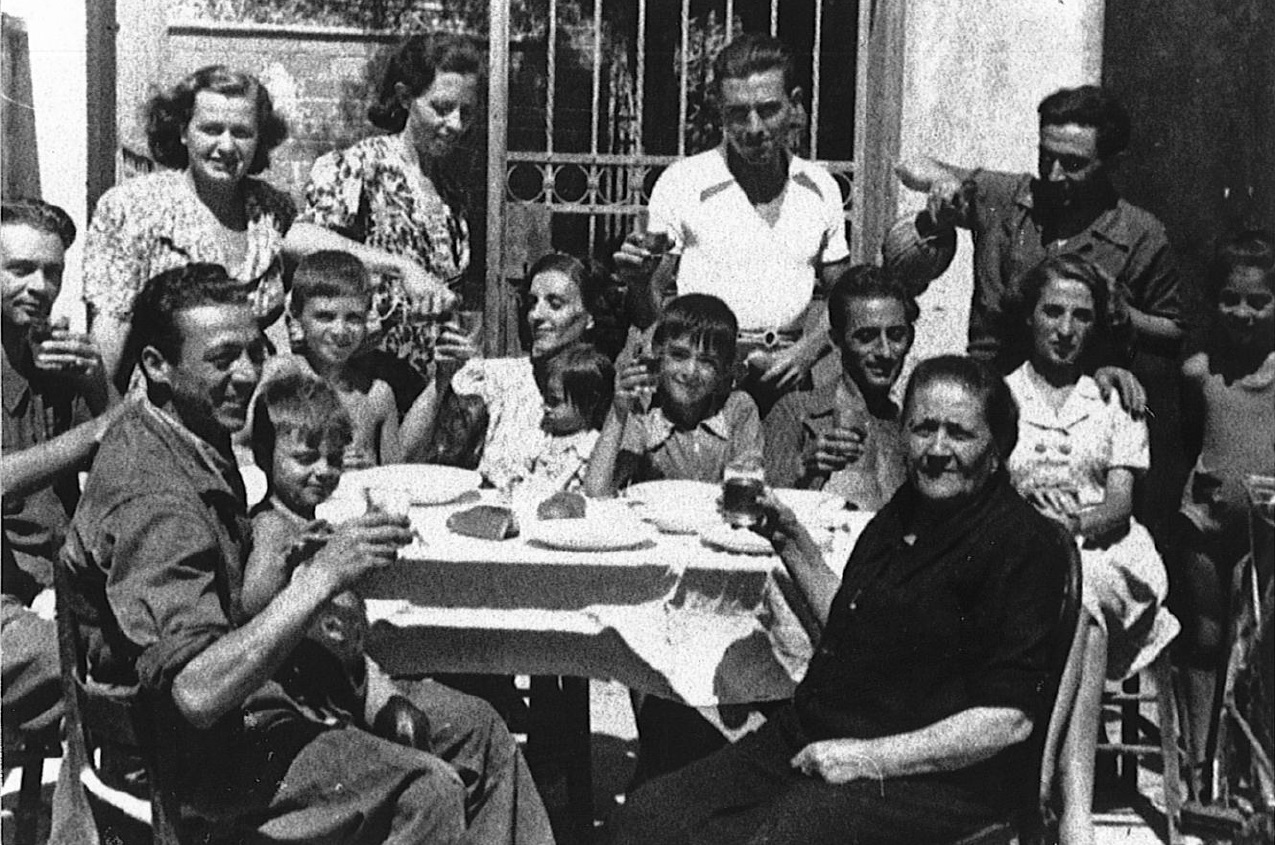
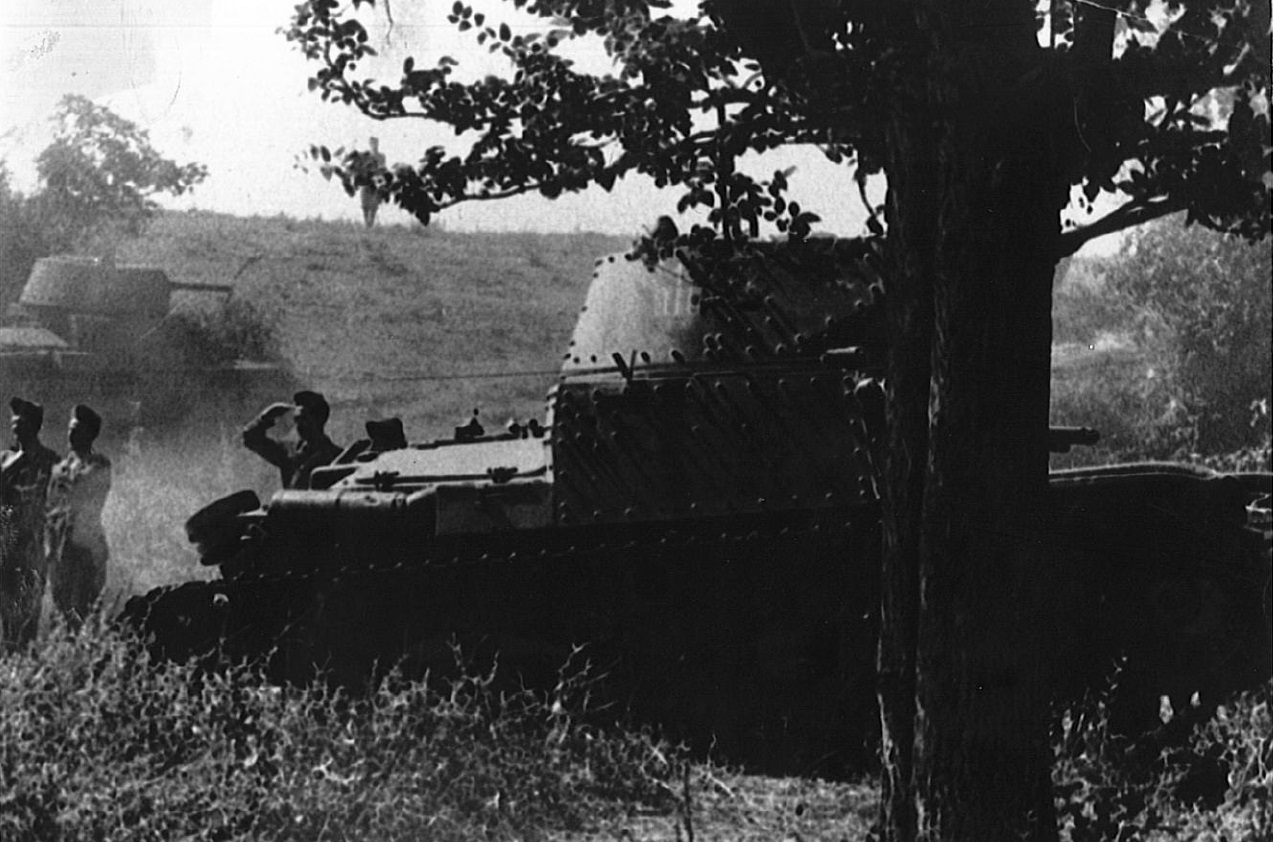
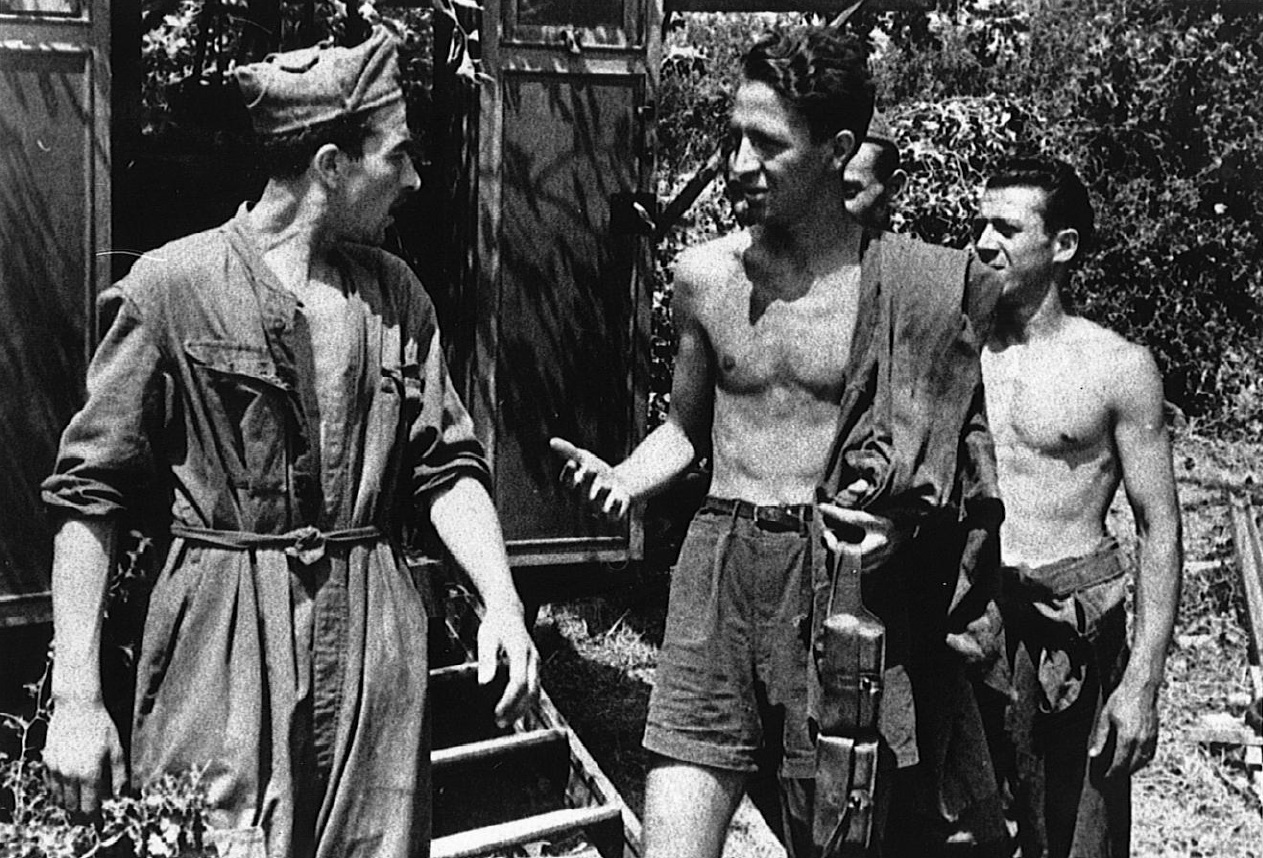